# Saab 9-7X

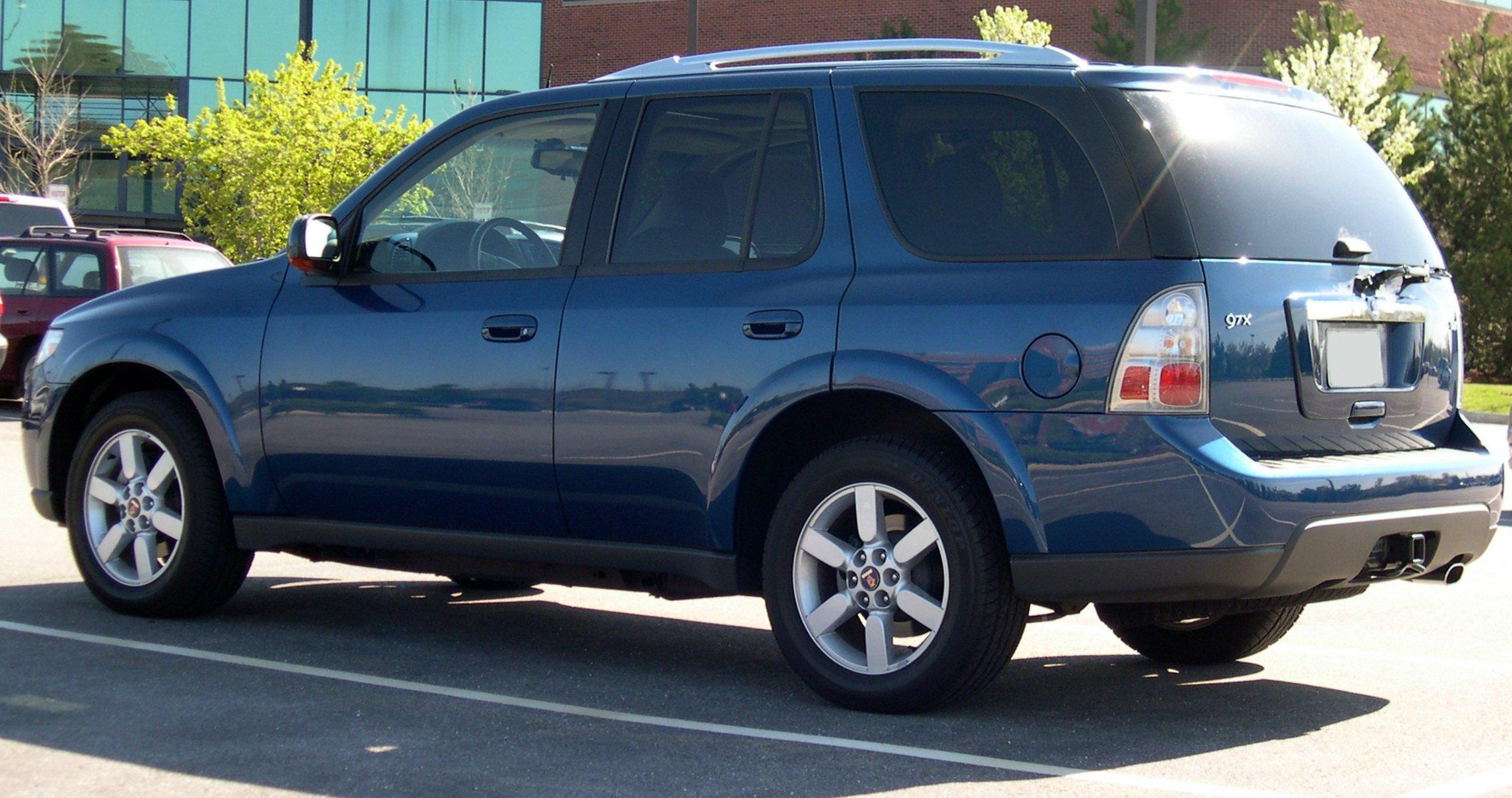
Heckansicht

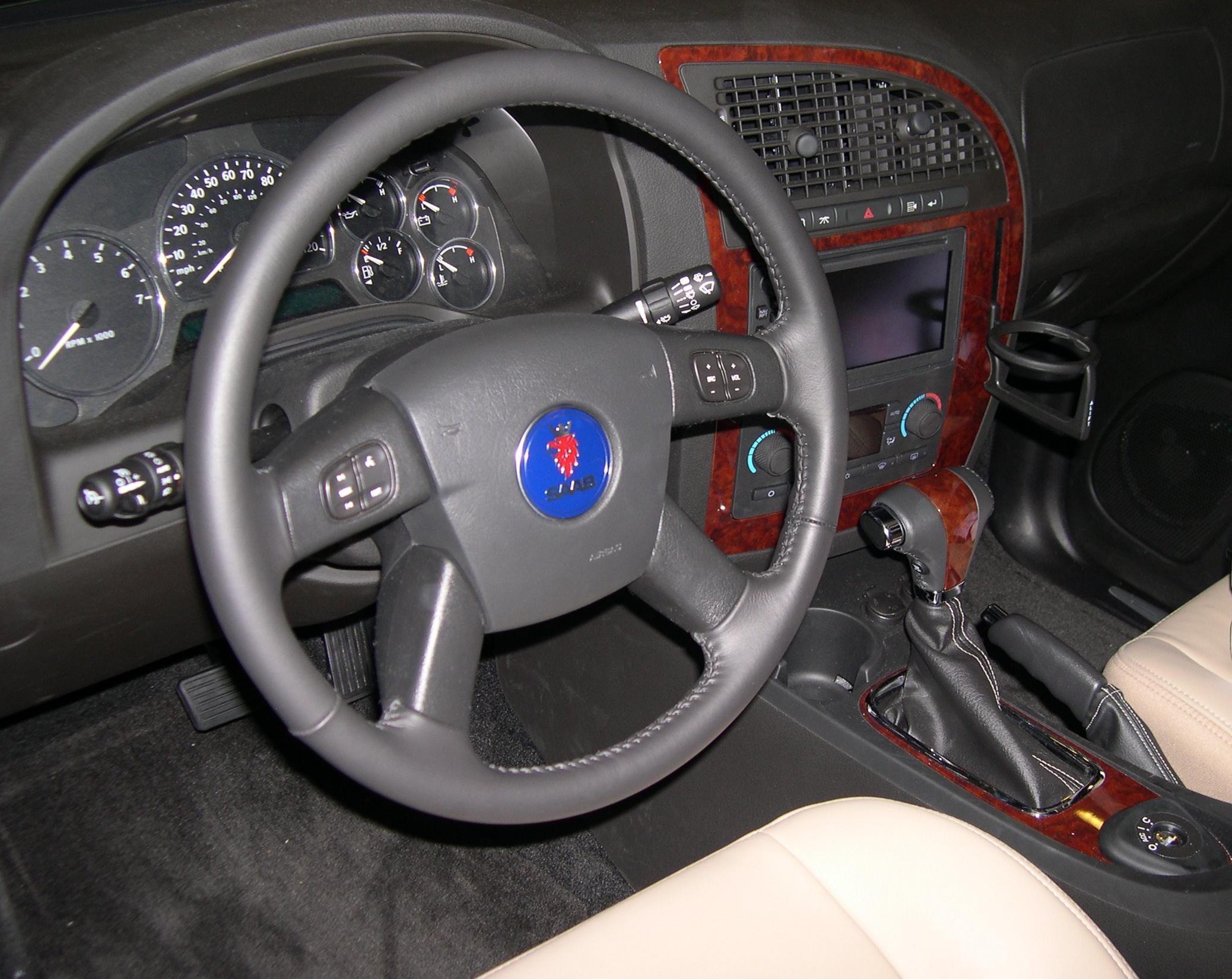
Cockpit

Der Saab 9-7X war das erste SUV des zu dieser Zeit zum GM-Konzern gehörenden schwedischen Automobilherstellers Saab. Das Auto hatte seine Weltpremiere im April 2004 auf der New York International Auto Show. Auch Saab sollte seinerzeit wegen der damals noch hohen Nachfrage nach SUVs in den USA ein solches Modell anbieten.
Der Saab 9-7X wurde von 2005 bis Ende 2008 auf der GMT360-Plattform in Moraine, Ohio gebaut. Die Plattform verwendete GM auch im Chevrolet TrailBlazer GMC Envoy, Isuzu Ascender, Oldsmobile Bravada, und Buick Rainier.
Der Kofferraum des 9-7 fasst ohne Umklappen der Rückbank 1161 Liter. Das Zündschloss war Saab-typisch auf dem Mitteltunnel platziert. Weiter hatte das Fahrzeug eine 2-Zonen-Klimaautomatik.

## Technik
Den 9-7X gab es mit einem 4,3-l-Reihensechszylindermotor (max. Drehmoment 372 Nm bei 3600/min) oder in der Topversion Aero mit einem 5,3-l-V-Achtzylindermotor (max. Drehmoment 447 Nm bei 4000/min) mit Zylinderabschaltung und immer mit 4-Gang-Automatik. Der Allradantrieb ermöglichte, das Antriebsmoment je nach Straßenverhältnissen auf die Vorder- oder die luftgefederte Hinterachse zu verteilen. Fahrdynamikregelung (ESP) gehörte zur Serienausstattung. 
Der 9-7X hatte einen Kastenrahmen mit aufgesetzter, nichttragender Karosserie. Die Vorderräder waren einzeln an Doppelquerlenkern aufgehängt, hinten gab es eine an fünf Lenkern geführte Starrachse.
Bei einer Geschwindigkeit von 190 km/h wurde abgeregelt. Der Tank fasste 85 Liter, was bei einem Verbrauch von 15,5 bis 16 Liter/100 km eine Reichweite von etwa 530 km ergibt.

## Vertrieb und Produktionsende
Deutsche Saab-Autohändler importierten den 9-7X. Insgesamt konnten zwischen 2006 und 2008 392 Modelle der Baureihe neu zugelassen werden. Auf einigen europäischen Märkten wurde das Modell auch offiziell vertrieben. Die Produktion wurde mangels Nachfrage Ende 2008 eingestellt, das Fahrzeug war aber wegen hoher Lagerbestände noch längere Zeit als Neuwagen zu Preisen von 42.000 bis 49.000 US-Dollar erhältlich.
|  |

|  |

|  |

|  |

|  |

|  |

|  |

|  |

|  |

|  |

|  |

|  |

|  |

|  |

|  |

|  |

|  |

|  |

|  |

|  |

|  |

|  |

|  |

|  |

|  |

|  |

|  |

|  |

|  |

|  |

|  |

|  |

|  |

|  |

|  |

|  |

|  |

|  |

|  |

|  |

|  |

|  |

|  |

|  |

|  |

|  |

|  |

|  |

|  | Allradantrieb (392) |

|  | Allradantrieb (392) |